# Vemmetofte Klosterkirke
Vemmetofte Klosterkirke ligger i Vemmetofte, Vemmetofte Sogn, Faxe Kommune, Region Sjælland. Før 1970 i Fakse Herred, Præstø Amt. Den har siden 1735 været sognekirke for det fra Spjellerup udskilte sogn.
Kirken ligger i den sydlige ende af gårdens østfløj. Her har antagelig Tyge Brahe (død 1640) indrettet et kapel, hvis seks lave granithvælv bæres af to fritstående piller.
Alteret, der står på sydvæggen, har som tavle et maleri forestillende dommedag, sign. H. Krock 1717; den samtidige barokke og forgyldte ramme er skåret af Jacob Rogge. Tavlen og det meste alterudstyr er skænket af prins Carl, således kalk, disk og alterstager (Augsburgerarbejde af forgyldt sølv fra omkring 1700), en messehagel af rødt silkefløjl med guldbrokade samt et lignende alterklæde er fra prins Carl i 1715. Et alterkrucifiks af elfenben fra 1600-tallet er skænket i 1893. Den forgyldte font af træ, udskåret i form af en akantuskandelaber, er med fad og kande af sølv skænket af prins Carl i 1716.
Over fonten er på vestvæggen bag glas og i udskåret ramme anbragt en krucifiksgruppe fra omkring 1700. Resten af inventaret er delvis af ældre oprindelse.
Prædikestolen er i renæssance fra omkring 1630, stolestaderne med låger er fra samme tid, på herskabsstolenes gavle ses Tyge Brahes og Berete Brocks fædrene og mødrene våben.
De to malmlysekroner er fra begyndelsen af 1700-tallet. På væggene findes en række malerier af Krock, alle med bibelske emner, af prins Carl flyttet fra hans ”have” ved København (Blågård) til Vemmetofte i anledning af tsar Peters besøg i hovedstaden i 1716. En klokke fra 1596 er nu ophængt i moderne tagrytter.
En række kisteplader over priorinder og klosterfrøkener er anbragt i kapellets østlige udbygning.

## Eksterne kilder og henvisninger
- Om Vemmetofte Kloster Arkiveret 12. september 2009 hos  Wayback Machine
- Vemmetofte Klosterkirke hos KortTilKirken.dk
- Vemmetofte Klosterkirke i bogværket Danmarks Kirker (udg. af Nationalmuseet)